# Звенигородский, Василий Андреевич
Князь Василий Андреевич Звенигородский — голова, воевода и окольничий Русского царства времён смуты. Рюрикович в XXI колене, из князей Звенигородских.
Сын князя Андрея Михайловича Звенигородского. Имел братьев: князей Фёдора Андреевича и дворецкого великого князя Симеона Бекбулатовича — Ивана Андреевича.

## Биография
Во время Ливонского похода был одним из голов в сторожевом полку у воеводы князя Григория Андреевича Куракина (1576). Дворянин московский, числился по Дорогобужу и над его именем помета «в Смоленске» (1577). Воевода в Ровном и Туле (1579—1581). Описывал земли Бежецкой пятины и Белоозёрской половины (1582). Воевода в Мценске и Новосили (1583), Второй воевода на Туле, на его место назначен брат князь Фёдор Андреевич (1584). Воевода на Двине (1585—1587), когда и составил первое обстоятельное описание Двинской земли.
В ожидании прихода крымского хана, был у наряду вторым воеводой (1591), первый воевода окольничий Семён Фёдорович Сабуров. В том же году оба они должны были выступить из Новгорода в сторожевом полку, но состоялся ли их поход — неизвестно.
На службе в Новгороде воевода Сторожевого полка (конец 1592), ему велено было идти под Выборг против шведов для осады, вторым воеводою Большого полка. Поручена постройка каменных стен крепости в Смоленске и дана царская грамота об отправлении туда с государевой казной для этой постройки (1595).
На службе в Смоленске (1606), 1-й воевода князь Иван Семёнович Куракин, а товарищем князь Иван Петрович Ромодановский, которого он и заменил. Как увидим ниже в биографии князя Фёдора Андреевича Звенигородского (брата князя Василия Андреевича), оба они были «от ростриги и от Шуйского в закосненье и отосланы».
По прошению канцлера Льва Ивановича Сапеги, король Сигизмунд III пожаловал его в окольничие и повелел поверстать поместным и денежным окладом (1610). Окольничий и воевода в Нижнем Новгороде (1612—1613), Коломне (1615—1616).
Умер бездетным.